# Fresno
För andra betydelser, se Fresno (olika betydelser).
Fresno är en stad i den amerikanska delstaten Kalifornien och huvudort i Fresno County med en yta av 291 km² (2010) och en befolkning som uppgår till cirka 505 000 invånare (2012).
Cirka 40% av befolkningen är spansktalande. Av befolkningen lever cirka 26% under den amerikanska fattigdomsgränsen.
I Fresno finns flera institutioner för högre utbildning, varav den största är California State University Fresno, som har drygt 20 000 studenter.
Staden är belägen i centrala Kalifornien cirka 190 km norr om Bakersfield och cirka 260 km sydost om San Francisco. Fresno är den största av delstatens städer som inte ligger vid kusten.